# 森且貴
森 且貴（もり かつき、2000年2月4日 - ）は、日本のプロボクサー。神奈川県出身。大橋ボクシングジム所属。元日本ミニマム級ユース王者。

## 来歴
4歳から兄の影響で空手を始め、小学校高学年と中学生時代には全国大会で優勝した経験を持つ。高校1年時にボクシングに転向し大橋ボクシングジムに入門。
2018年8月17日、プロデビュー。第64回フェニックスバトルにて1RTKO勝ち。
2019年11月3日、東日本ミニマム級新人王決勝で縄井愁に判定で勝利。技能賞獲得。
2019年12月22日、全日本ミニマム級新人王決勝で丁野拓海に勝利し全日本新人王優勝。
2022年1月11日、第83回フェニックスバトルにて石澤開と日本ミニマム級王座決定戦を行い、8RTKO負けでプロ初黒星。
2022年5月10日、第88回フェニックスバトルにて伊佐春輔と日本ユースミニマム級タイトルマッチを行い、判定勝ちで王座獲得に成功した。
2022年11月8日、第94回フェニックスバトルにて高田勇仁と対戦し、5RTKO負け。
2023年11月27日、日本ミニマム級王者の高田勇仁と1年ぶりに再戦するも、判定負けで王座獲得に失敗した。
2023年7月9日、WHO'S NEXT DYNAMIC GLOVE on U-NEXTにてパリニャ・カイカンハと1階級上のライトフライ級契約で対戦し、6回2分54秒TKO勝ちを収め再起に成功した。
2024年9月25日、第122回フェニックスバトルのメインイベントにて日本ミニマム級2位の松本流星と日本同級王座決定戦を行うも、7回59秒TKO負けを喫し王座獲得に失敗した。当初はセミファイナルで日本同級最強挑戦者決定戦として行われる予定だったが、王者の高田勇仁が2024年8月13日付で日本王座を返上したため、メインイベントに昇格した上で王座決定戦に変更された。

## 戦績
- アマボクシング：11勝5敗
- プロボクシング：17戦13勝(3KO)4敗

| 戦           | 日付           | 勝敗 | 時間    | 内容    | 対戦相手                 | 国籍 | 備考                                 |
| ------------ | -------------- | ---- | ------- | ------- | ------------------------ | ---- | ------------------------------------ |
| 1            | 2018年8月17日  | ☆    | 1R 2:16 | TKO     | 市原明 (S＆K)            | 日本 | プロデビュー戦                       |
| 2            | 2018年10月7日  | ☆    | 4R      | 判定3-0 | 縄井悠 (ワタナベ)        | 日本 |                                      |
| 3            | 2019年4月8日   | ☆    | 4R      | 判定3-0 | 佐々木凌 (青木)          | 日本 | 第68回フェニックスバトル新人王予選   |
| 4            | 2019年9月26日  | ☆    | 4R      | 判定3-0 | 初鹿健吾 (八王子中屋)    | 日本 | 2019年度東日本ミニマム級新人王準決勝 |
| 5            | 2019年11月3日  | ☆    | 4R      | 判定3-0 | 縄井愁 (ワタナベ)        | 日本 | 2019年度東日本ミニマム級新人王決勝   |
| 6            | 2019年12月22日 | ☆    | 5R      | 判定3-0 | 丁野拓海 (中日)          | 日本 | 2019年度全日本ミニマム級新人王決勝   |
| 7            | 2020年9月16日  | ☆    | 6R      | 判定3-0 | 内田勇気 (KG大和)        | 日本 |                                      |
| 8            | 2021年1月14日  | ☆    | 8R      | 判定3-0 | 竹田宙 (S&K)             | 日本 |                                      |
| 9            | 2021年7月8日   | ☆    | 6R 2:07 | TKO     | 小島連 (江見)            | 日本 |                                      |
| 10           | 2022年1月11日  | ★    | 8R 2:50 | TKO     | 石澤開（M.T）            | 日本 | 日本ミニマム級王座決定戦             |
| 11           | 2022年5月10日  | ☆    | 8R      | 判定2-1 | 伊佐春輔（川崎新田）     | 日本 | 日本ユース・ミニマム級タイトルマッチ |
| 12           | 2022年11月8日  | ★    | 5R 2:54 | TKO     | 高田勇仁（ライオンズ）   | 日本 |                                      |
| 13           | 2023年7月11日  | ☆    | 8R      | 判定3-0 | 木村彪吾（グリーンツダ） | 日本 |                                      |
| 14           | 2023年11月27日 | ★    | 10R     | 判定0-3 | 高田勇仁（ライオンズ）   | 日本 | 日本ミニマム級タイトルマッチ         |
| 15           | 2024年7月9日   | ☆    | 6R 2:54 | TKO     | パリニャ・カイカンハ     | タイ |                                      |
| 16           | 2024年9月25日  | ★    | 7R 0:59 | TKO     | 松本流星（帝拳）         | 日本 | 日本ミニマム級王座決定戦             |
| 17           | 2025年3月31日  | ☆    | 8R      | 判定3-0 | 諸岡直樹（セレス）       | 日本 |                                      |
| テンプレート |                |      |         |         |                          |      |                                      |

## 獲得タイトル
- 日本ミニマム級ユース王座（防衛0）